# À la Carte! – Freiheit geht durch den Magen
À la Carte! – Freiheit geht durch den Magen ist ein französisch-belgischer Kinofilm von Éric Besnard aus dem Jahr 2021.

## Handlung
Pierre Manceron ist ein kreativer Koch zur Zeit kurz vor der Französischen Revolution. Da seine Speisen als zu modern erachtet werden, wird er von seinem adligen Dienstherren entlassen. 
Zusammen mit seinem erwachsenen Sohn Benjamin kehrt Manceron auf den verlassenen Bauernhof der Familie zurück und eröffnet zunächst ein Gasthaus für Reisende. Kurz darauf taucht Louise auf, um bei ihm die Kochkunst zu erlernen. 
Gemeinsam entwickeln die drei ein neues Konzept für das Restaurant, das ein unerwarteter Erfolg wird.

## Hintergrund
Der Film kam am 25. November 2021 in die deutschen Kinos.

## Kritiken
„Von den Slapstick-Tortenschlachten der frühen Komödien über die Gelage französischer Dramen zu den großen Banketten asiatischer Filme: Das Kino hat eine Affinität zum Essen. Auch dem Regisseur Éric Besnard (‚Birnenkuchen mit Lavendel‘) gefällt das Thema. […] Es ist ein schöner, erzählerischer Trick, die Handlung eines Films auf die Schwelle einer historischen Zeitenwende zu legen, die man dann zusammen mit einem Pionier überschreitet.“

„Kultivierte Komödie über die (fiktive) Entstehung des ersten französischen Restaurants, die sich vor allem über intime Szenen mit präzis geformten Charakteren entfaltet. Kreativität und Variation werden dabei nicht nur beim Kochen als bessere Alternative zu Stagnation und unreflektierter Traditionspflege hervorgehoben.“